# 蔡哲夫
蔡哲夫（1954年—2014年3月29日），辽宁沈阳人。中华人民共和国政治人物、企业家。

## 生平
早年考入辽宁大学哲学系。2000年11月，担任中共丹东市委书记，2004年8月起任辽宁省委组织部副部长。2006年11月任中国大唐集团公司副总经理，因涉嫌违法，被国家审计署调查。2014年死亡，据称其生前患有抑郁症。